# Lijó
Lijó é uma povoação portuguesa sede da Freguesia de Lijó do Município de Barcelos, freguesia com 4,42 km² de área e 2425 habitantes (censo de 2021), tendo, por isso, uma densidade populacional de 548,6 hab./km².

## Demografia
A população registada nos censos foi:
| Distribuição da População por Grupos Etários | Distribuição da População por Grupos Etários | Distribuição da População por Grupos Etários | Distribuição da População por Grupos Etários | Distribuição da População por Grupos Etários |
| -------------------------------------------- | -------------------------------------------- | -------------------------------------------- | -------------------------------------------- | -------------------------------------------- |
| Ano                                          | 0-14 Anos                                    | 15-24 Anos                                   | 25-64 Anos                                   | > 65 Anos                                    |
| 2001                                         | 491                                          | 383                                          | 1073                                         | 244                                          |
| 2011                                         | 387                                          | 354                                          | 1284                                         | 281                                          |
| 2021                                         | 349                                          | 296                                          | 1374                                         | 406                                          |